# 邹明榕
邹明榕（1943年—），江苏无锡人，中华人民共和国政治人物、外交官。曾任中华人民共和国驻爱沙尼亚大使、中华人民共和国驻瑞典大使、中国太平洋经济合作全国委员会常务副会长。

## 简介
1943年，生于江苏无锡。
1965年，毕业于北京外国语学院。同年进入中华人民共和国外交部工作。
1967年至1974年，在非洲任职。
1975年至1982年，在泰国任职。
1982年至1991年，在中华人民共和国外交部翻译室分别任副处长，处长，副主任。
1991年至1995年，任中华人民共和国驻澳大利亚墨尔本总领事。
1996年至1998年，任中华人民共和国外交部翻译室主任。
1998年至2001年，任中华人民共和国驻爱沙尼亚大使。
2001年至2004年，任中华人民共和国驻瑞典大使。
2005年起擔任中国太平洋经济合作全国委员会常务副会长
。

## 荣誉

### 外国勋章奖章
- 一等圣母玛利亚之地十字勋章（英语：Order of the Cross of Terra Mariana）（爱沙尼亚，2001年9月20日批准，2001年10月2日颁发[11]）